# بيل ويلسون (لاعب كرة قاعدة)
بيل ويلسون (بالإنجليزية: Bill Wilson)‏ هو لاعب كرة قاعدة أمريكي، ولد في 6 نوفمبر 1928 في سينترل سيتي في الولايات المتحدة.

## وصلات خارجية
- بيل ويلسون على موقعبيزبول رفرنس.كوم (الدوري الرئيسي) (الإنجليزية)
- بيل ويلسون على موقعبيزبول رفرنس.كوم (الدوري الثانوي) (الإنجليزية)